# بابک داد
بابک داد (زادهٔ ۲۴ بهمن ۱۳۴۸ در خرمشهر – درگذشتهٔ ۵ اردیبهشت ۱۳۹۹ در پاریس) خبرنگار پارلمانی، روزنامه‌نگار، وبلاگ‌نویس و تحلیلگر مسایل ایران مقیم فرانسه بود. 
او دومین دبیر سرویس سیاسی، پارلمانی روزنامه سلام، خبرنگار ویژه سید محمد خاتمی در انتخابات دوم خرداد و مشاور مهدی کروبی در انتخابات ریاست جمهوری سال ۱۳۸۴ و همچنین برادر سیف‌الله داد معاون اسبق امور سینمایی وزارت فرهنگ و ارشاد اسلامی در دوره وزارت عطاءالله مهاجرانی بود. وی بعد از انتخابات ریاست جمهوری سال ۱۳۸۸ و تعطیلی مطبوعات معترض، مدتی در ایران مخفیانه اطلاع‌رسانی و زندگی می‌کرد و سپس به فرانسه مهاجرت کرد.

## جوانی و تحصیلات
بابک داد در رشته مهندسی صنایع تحصیل کرد، اما از نوجوانی عضو فعال انجمن سینمای جوان بود و چندین فیلم کوتاه ساخت که برخی از آنها در جشنواره‌های سینمای جوان جوایزی به دست آوردند.
او همچنین سال ۱۳۶۵ در نوجوانی به عنوان عکاس و فیلمبردار به جبهه‌های جنوب رفت و تصاویر و خاطرات رزمندگان ایرانی را در گروه چهل شاهد برای روایت فتح ثبت و ضبط می‌کرد.
بابک داد در ۲۱ سالگی به مطبوعات و روزنامه منتقد سلام پیوست و به عنوان خبرنگار، جانشین دبیر اخبار و دبیر سرویس سیاسی، پارلمانی این روزنامه مشغول به کار شد.

## فعالیت‌ها
بابک داد از سال ۱۳۷۰ به عنوان خبرنگار به روزنامه سلام پیوست و دبیر سرویس خبر و سیاسی روزنامه سلام و همچنین خبرنگار پارلمانی آن شد.
در سال ۱۳۷۶ و همزمان با فعالیتهای انتخاباتی دوم خرداد وی در ستاد انتخاباتی سیدمحمد خاتمی به عنوان خبرنگار همراه و عضو کمیتهٔ رسانه‌ها فعالیت می‌کرد. بعد از پیروزی سیدمحمد خاتمی، او خاطرات انتخاباتی خود را در زمستان سال ۱۳۷۶ در قالب ستون صد روز با خاتمی در روزنامه جامعه به صورت روزانه در ۹۰ قسمت منتشر کرد و بعد آن، یادداشت‌هایش را به صورت کتاب روانه بازار کتاب نمود که جزو پرفروش‌ترین کتاب‌های سال قرار گرفت و بارها تجدید چاپ شد. این کتاب به زبان عربی نیز ترجمه شده‌است.
بابک داد از سال ۱۳۷۷ در برخی سفرهای داخلی و خارجی سید محمد خاتمی، به عنوان خبرنگار مهمان حضور داشت و مشاهدات و سفرنامه‌های خود را در روزنامه‌های مختلف مانند عصر آزادگان، ایران و همشهری می‌نوشت و برخی را نیز در قالب کتاب منتشر می‌کرد.

## حوادث سال ۸۸
بابک داد که در انتخابات سال ۱۳۸۸ حامی تفکر تحولات اساسی مهدی کروبی بود، روز بعد از اعلام نتایج در آستانه بازداشت قرار گرفت، اما قبل از دستگیری به همراه دو فرزندش از خانه گریخت. او همزمان با جنبش سبز ایران و اعتراضات مردم به نتایج انتخابات ریاست جمهوری ۱۳۸۸ مدتی در کشور به صورت مخفیانه زندگی و خبررسانی می‌کرد. به نوشتهٔ خبرگزاری میزان متعلق به قوه قضاییه: ″او در زمره فتنه‌گران به آشوبگری و تحریک مردم برای تظاهرات خیابانی روی آورد و در معرض دستگیری قرار گرفت که بعد از آن از کشور گریخت″. در فضای سانسور خبری بعد از اعتراضات مردمی سال ۸۸، او به صورت روزانه و زنده با رسانه‌های فارسی‌زبان خارج از کشور گفتگو و در سایت‌های خبری و وبلاگ خود، اخبار جنبش و زندانیان را منتشر می‌کرد. با درگذشت برادرش سیف‌الله داد در ششم مرداد ۸۸، بابک داد در مقاله‌ای که در سایت‌ها منتشر کرد از مردم دعوت کرد به جای او در تشییع جنازهٔ برادرش شرکت کنند زیرا خود به دلایل امنیتی قادر به حضور در مراسم و آخرین وداع با برادرش نخواهد بود.
بابک داد سرانجام پس از چهار ماه زندگی مخفیانه، ناگزیر از ایران خارج شد. او ابتدا به کردستان عراق رفت و در زمستان سال ۲۰۰۹ با کمک سازمان گزارشگران بدون مرز به همراه دو فرزندش وارد خاک فرانسه شد.

## فعالیت در تبعید
در تجمع اعتراض‌آمیز به اعدام فرزاد کمانگر و چند نفر دیگر در ۱۹ اردیبهشت ماه ۱۳۸۹ که در مقابل سفارت ایران در پاریس برگزار شد و با تحریک عوامل سفارت به واکنش معترضان و شعارنویسی روی دیوارهای سفارت انجامید، بابک داد هم به همراه جمعی از معترضان توسط پلیس فرانسه بازداشت شد.
روز جمعه (۱۶ تیر ماه ۱۳۹۱ - ششم ژوئیه ۲۰۱۲) دادگاهی در پاریس، بابک داد و سه تن از فعالان سیاسی ایرانی را بنا به شکایت سفارت جمهوری اسلامی ایران محاکمه کرد. اگر چه دادستان این دادگاه ۲۰۰ هزار یورو علیه متهمان اعلام خسارت کرده بود؛ اما سفارت ایران مدعی بود آنها باید ۵ میلیون یورو خسارت بپردازند. در نهایت پس از اخذ دفاعیات، با حکم قاضی دادگاه بابک داد و سه متهم دیگر تبرئه شدند.
داد در سال ۱۳۹۶ اعلام کرد که به همراه روح‌الله زم مورد تهدید قرار گرفته‌است.

## درگذشت
بابک داد، ۵ اردیبهشت ۱۳۹۹ در سن ۵۰ سالگی در شهر پاریس فرانسه درگذشت.